# The Rising of the Shield Hero
The Rising of the Shield Hero (jap. 盾の勇者の成り上がり Tate no yūsha no nariagari) – seria light novel napisana przez Aneko Yusagi z ilustracjami Seiry Minami, publikowana online w serwisie Shōsetsuka ni narō od 2012. Później została przejęta przez wydawnictwo Media Factory, które wydaje ją od sierpnia 2013 pod imprintem MF Books.
Na jej podstawie powstała manga autorstwa Aiyi Kyū oraz serial anime wyprodukowany przez studio Kinema Citrus, który był emitowany od stycznia do czerwca 2019. Drugi sezon, współprodukowany przy współpracy z DR Movie, emitowano od kwietnia do czerwca 2022. Emisja trzeciego sezonu rozpoczęła się w październiku i zakończyła w grudniu 2023. Premiera czwartego sezonu odbyła się w lipcu 2024.

## Fabuła
Naofumi Iwatani został wezwany do innego świata wraz z trzema innymi osobami, aby stać się jednym z legendarnych bohaterów i walczyć z hordami potworów zwanymi Falami. Każdy z bohaterów w momencie wezwania został wyposażony we własny ekwipunek. Naofumi otrzymał tarczę, jedyny sprzęt obronny, podczas gdy pozostali bohaterowie otrzymali odpowiednio miecz, włócznię i łuk, czyli broń przeznaczoną do ataku. W przeciwieństwie do reszty bohaterów, którzy są w pełni wspierani przez królestwo i zyskują po kilku silnych sojuszników, szczęście odwraca się od Naofumiego, gdy jego jedyna towarzyszka, księżniczka królestwa, zdradza go, kradnie wszystkie jego rzeczy i pozostawia pozbawionego wszelkiej pomocy i funduszy po tym, jak fałszywie oskarża go o napastowanie seksualne.
Odrzucony przez wszystkich, od innych bohaterów po chłopów, teraz Naofumi zmuszony jest radzić sobie sam, aż do momentu, kiedy kupuje od handlarza niewolników młodą półludzką dziewczynę rasy Tanuki imieniem Raphtalia i jajo, z którego wykluwa się ptakopodobna bestia, nazwana przezeń Filo. W miarę stopniowego zdobywania zaufania i wdzięczności ludzi dzięki swoim bohaterskim czynom, Naofumi i jego towarzysze pracują razem, aby wykonać swoją misję obrońców świata, jak również rozwikłać tajemnicę Fal i powód, dla którego są one zagrożeniem nie tylko dla ich, ale także innych światów.

## Bohaterowie

### Główni
- Naofumi Iwatani (jap. 岩谷 尚文 Iwatani Naofumi)

Seiyū: Kaito Ishikawa 
- Raphtalia (jap. ラフタリア Rafutaria)

Seiyū: Asami Seto 
- Filo (jap. フィーロ Fīro)

Seiyū: Rina Hidaka 

### Legendarni bohaterowie
- Motoyasu Kitamura (jap. 北村 元康 Kitamura Motoyasu)

Seiyū: Makoto Takahashi 
- Ren Amaki (jap. 天木 錬 Amaki Ren)

Seiyū: Yoshitsugu Matsuoka 
- Itsuki Kawasumi (jap. 川澄 樹 Kawasumi Itsuki)

Seiyū: Yoshitaka Yamaya 
- Kizuna Kazayama (jap. 風山 絆 Kazayama Kitzuna)

Seiyū: Miyu Tomita 

### Bohaterowie broni wasalnej
- Rishia Ivyred (jap. リーシア＝アイヴィレッド Rishia Aivireddo)

Seiyū: Natsuko Hara 
- Aultcray Melromarc XXXII (jap. オルトクレイ＝メルロマルク Orutokurai Meromaruku XXXII)

Seiyū: Yutaka Nakano 
- Fitoria (jap. フィトリア Fitoria)

Seiyū: Sakura Tange 
- Glass (jap. グラス Gurasu)

Seiyū: Megumi Han 
- L’Arc Berg Sickle (jap. ラルクベルク＝シクール Rarukuberuku Shikūru)

Seiyū: Jun Fukuyama 
- Ethnobalt (jap. エスノバルト Esunobaruto)

Seiyū: Kengo Kawanishi 

### Antagoniści
- Malty S. Melromarc (jap. マルティ＝S＝メルロマルク Maruti Meruromaruku)

Seiyū: Sarah Emi Bridcutt 
- Mald (jap. マルド Marudo)

Seiyū: Taiten Kusunoki 
- Kyo Ethnina (jap. キョウ＝エスニナ Kyō Esunina)

Seiyū: Ryōhei Kimura 

### Melromarc
- Melty Q. Melromarc (jap. メルティ＝Q＝メルロマルク Meruti Meruromaruku)

Seiyū: Maaya Uchida 
- Mirellia Q. Melromarc (jap. ミレリア＝Q＝メルロマルク Mireria Meromaruku)

Seiyū: Kikuko Inoue 
- Erhard (jap. エルハルト Eruharuto)

Seiyū: Hiroki Yasumoto 
- Beloukas (jap. ベローカス Berōkasu)

Seiyū: Kenichi Ogata 
- Elrasla Grilaroc (jap. エルラスラ＝ラグラロック Erurasura Ragurarokku)

Seiyū: Maki Izawa 

### Inni
- Keel (jap. キール Kīru)

Seiyū: Natsumi Fujiwara 
- Eclair Seaetto (jap. エクレール＝セーアエット Ekurēru Sēatto)

Seiyū: Ruriko Aoki 
- Ost Horai (jap. オスト＝ホウライ Osuto Hōrai)

Seiyū: Kana Hanazawa 
- Therese Alexanderite (jap. テリス＝アレキサンドライト Terisu Arekisandoraito)

Seiyū: Saori Hayami 
- Yomogi Emarl (jap. ヨモギ＝エーマール Yomogi Ēmāru)

Seiyū: Maki Kawase 

## Light novel
Seria pierwotnie ukazywała się jako powieść internetowa w serwisie Shōsetsuka ni narō. Następnie została nabyta przez wydawnictwo Media Factory i wydana ponownie z rozszerzoną linią fabularną i ilustracjami autorstwa Seiry Minami. Pierwszy tom ukazał się 22 sierpnia 2013, natomiast według stanu na 25 czerwca 2019, do tej pory wydano 22 tomy.
| Nr | Data wydania (język japoński) | ISBN (język japoński)  |
| -- | ----------------------------- | ---------------------- |
| 1  | 22 sierpnia 2013              | ISBN 978-4-8401-5275-4 |
| 2  | 1 października 2013           | ISBN 978-4-04-066049-3 |
| 3  | 21 grudnia 2013               | ISBN 978-4-04-066166-7 |
| 4  | 25 lutego 2014                | ISBN 978-4-04-066321-0 |
| 5  | 25 kwietnia 2014              | ISBN 978-4-04-066718-8 |
| 6  | 25 czerwca 2014               | ISBN 978-4-04-066790-4 |
| 7  | 25 września 2014              | ISBN 978-4-04-066996-0 |
| 8  | 21 listopada 2014             | ISBN 978-4-04-067180-2 |
| 9  | 23 stycznia 2015              | ISBN 978-4-04-067355-4 |
| 10 | 25 marca 2015                 | ISBN 978-4-04-067485-8 |
| 11 | 25 czerwca 2015               | ISBN 978-4-04-067698-2 |
| 12 | 25 września 2015              | ISBN 978-4-04-067787-3 |
| 13 | 25 listopada 2015             | ISBN 978-4-04-067965-5 |
| 14 | 25 lutego 2016                | ISBN 978-4-04-068121-4 |
| 15 | 23 września 2016              | ISBN 978-4-04-068638-7 |
| 16 | 25 stycznia 2017              | ISBN 978-4-04-069051-3 |
| 17 | 25 marca 2017                 | ISBN 978-4-04-069190-9 |
| 18 | 25 lipca 2017                 | ISBN 978-4-04-069354-5 |
| 19 | 25 stycznia 2018              | ISBN 978-4-04-069665-2 |
| 20 | 25 grudnia 2018               | ISBN 978-4-04-065134-7 |
| 21 | 25 lutego 2019                | ISBN 978-4-04-065546-8 |
| 22 | 25 czerwca 2019               | ISBN 978-4-04-065839-1 |

Spin-off zatytułowany, Yari no yūsha no yarinaoshi, ukazuje się od 25 września 2017.
| Nr | Data wydania (język japoński) | ISBN (język japoński)  |
| -- | ----------------------------- | ---------------------- |
| 1  | 25 września 2017              | ISBN 978-4-04-069502-0 |
| 2  | 25 listopada 2017             | ISBN 978-4-04-069588-4 |
| 3  | 25 lipca 2018                 | ISBN 978-4-04-069805-2 |

## Manga
Adaptacja w formie mangi autorstwa Aiya Kyū ukazuje się w magazynie „Gekkan Comic Flapper” wydawnictwa Media Factory od 5 lutego 2014. Pierwszy tom tankōbon został wydany 23 czerwca 2014, do 22 czerwca 2023 ukazały się zaś łącznie 23 tomy.
| Nr | Data wydania (język japoński) | ISBN (język japoński)  |
| -- | ----------------------------- | ---------------------- |
| 1  | 23 czerwca 2014               | ISBN 978-4-04-066593-1 |
| 2  | 23 października 2014          | ISBN 978-4-04-066883-3 |
| 3  | 23 marca 2015                 | ISBN 978-4-04-067294-6 |
| 4  | 19 września 2015              | ISBN 978-4-04-067809-2 |
| 5  | 23 stycznia 2016              | ISBN 978-4-04-067879-5 |
| 6  | 23 czerwca 2016               | ISBN 978-4-04-068280-8 |
| 7  | 21 listopada 2016             | ISBN 978-4-04-068580-9 |
| 8  | 22 kwietnia 2017              | ISBN 978-4-04-069154-1 |
| 9  | 23 września 2017              | ISBN 978-4-04-069414-6 |
| 10 | 23 lutego 2018                | ISBN 978-4-04-069693-5 |
| 11 | 23 lipca 2018                 | ISBN 978-4-04-069973-8 |
| 12 | 21 grudnia 2018               | ISBN 978-4-04-065347-1 |
| 13 | 23 kwietnia 2019              | ISBN 978-4-04-065641-0 |
| 14 | 21 września 2019              | ISBN 978-4-04-065825-4 |
| 15 | 22 lutego 2020                | ISBN 978-4-04-064337-3 |
| 16 | 20 lipca 2020                 | ISBN 978-4-04-064759-3 |
| 17 | 21 listopada 2020             | ISBN 978-4-04-065973-2 |
| 18 | 23 marca 2021                 | ISBN 978-4-04-680287-3 |
| 19 | 22 września 2021              | ISBN 978-4-04-680728-1 |
| 20 | 22 lutego 2022                | ISBN 978-4-04-681047-2 |
| 21 | 22 czerwca 2022               | ISBN 978-4-04-681452-4 |
| 22 | 22 grudnia 2022               | ISBN 978-4-04-681984-0 |
| 23 | 22 czerwca 2023               | ISBN 978-4-04-682516-2 |

Mangowa wersja spin-offu, zatytułowanego Yari no yūsha no yarinaoshi, ukazywała się od 21 sierpnia 2017 do 26 stycznia 2023.
| Nr | Data wydania (język japoński) | ISBN (język japoński)  |
| -- | ----------------------------- | ---------------------- |
| 1  | 22 grudnia 2017               | ISBN 978-4-04-069525-9 |
| 2  | 22 marca 2018                 | ISBN 978-4-04-069781-9 |
| 3  | 21 grudnia 2018               | ISBN 978-4-04-065341-9 |
| 4  | 22 marca 2019                 | ISBN 978-4-04-065603-8 |
| 5  | 23 sierpnia 2019              | ISBN 978-4-04-065848-3 |
| 6  | 22 lutego 2020                | ISBN 978-4-04-064355-7 |
| 7  | 21 listopada 2020             | ISBN 978-4-04-065961-9 |
| 8  | 21 września 2021              | ISBN 978-4-04-680478-5 |
| 9  | 21 lutego 2022                | ISBN 978-4-04-680872-1 |
| 10 | 20 sierpnia 2022              | ISBN 978-4-04-681525-5 |

Komediowa yonkoma autorstwa Akagashiego, stanowiąca spin-off serii, zatytułowana Tate no yūsha no to aru 1-nichi (jap. 盾の勇者のとある一日), ukazywała się od 27 września 2018 do 27 czerwca 2020 w magazynie „Dengeki Daioh G”.
| Nr | Data wydania (język japoński) | ISBN (język japoński)  |
| -- | ----------------------------- | ---------------------- |
| 1  | 27 marca 2019                 | ISBN 978-4-04-912431-6 |
| 2  | 26 grudnia 2019               | ISBN 978-4-04-912922-9 |
| 3  | 26 sierpnia 2020              | ISBN 978-4-04-913351-6 |

## Anime
Adaptacja w formie telewizyjnego serialu anime została ogłoszona w czerwcu 2017. Seria została wyprodukowana przez studio Kinema Citrus i wyreżyserowana przez Takao Abo. Scenariusz napisał Keigo Koyanagi, postacie zaprojektował Masahiro Suwa, a muzykę skomponował Kevin Penkin. 25-odcinkowe anime było emitowana od 9 stycznia do 26 czerwca 2019 w AT-X i innych stacjach. Prawa do emisji poza Azją nabyły Crunchyroll i Funimation. Crunchyroll transmitowało serial zarówno w oryginalnej japońskiej wersji, jak i z angielskim dubbingiem. Licencję na dystrybucję w Azji Południowo-Wschodniej zakupiło Plus Media Networks Asia, które udostępniło serial na platformach Aniplus Asia, iQIYI, bilibili, Netflix, Disney+ Hotstar. Funimation rozpoczęło streaming dubbingu 1 maja 2019. Pierwotnie zamierzając wyemitować angielski dubbing jednocześnie z japońskim, serwis Crunchyroll ogłosił, że 14 maja nastąpi dwutygodniowe opóźnienie w wydaniu angielskiej wersji, dzień przed planowanym 19. odcinkiem.

Logo drugiego sezonu anime

Podczas Crunchyroll Expo 2019 ogłoszono, że seria otrzyma drugi i trzeci sezon. Masato Jinbo zastąpił Takao Abo na stanowisku reżysera, a reszta członków ekipy produkcyjnej powróciła do prac przy serialu. Animacją ponownie zajęło się studio Kinema Citrus, tym razem przy współpracy z DR Movie. Podczas „Kadokawa Light Novel Expo 2020”, podano do wiadomości, że premiera drugiego sezonu odbędzie się w październiku 2021, jednak później została ona opóźniona. Serial był emitowany od 6 kwietnia do 29 czerwca 2022, licząc łącznie 13 odcinków. W Azji Południowo-Wschodniej licencję na drugi sezon nabyło Plus Media Networks Asia, które transmitowało go na platformach Aniplus Asia, bilibili, IQIYI, Netflix. 2 maja 2022 portal Crunchyroll ogłosił, że drugi sezon otrzyma angielski dubbing, którego premiera odbyła się dwa dni później.
Trzeci sezon wyreżyseruje Hitoshi Haga, Alfredo Sirica i Natalie Jeffrey dołączą do Kevina Penkina przy komponowaniu muzyki, a reszta ekipy produkcyjnej z poprzedniego sezonu powróci do prac nad serialem. Emisja rozpoczęła się 6 października i zakończyła 22 grudnia 2023, licząc 12 odcinków.
W styczniu 2024 ogłoszono, że czwarty sezon jest w produkcji. Jego premiera odbyła się 9 lipca 2025. Hitoshi Haga ponownie pełni rolę reżysera, za scenariusz odpowiada Keigo Koyanagi, projekty postaci wykonali Franziska van Wulfen, Sana Komatsu i Masahiro Suwa, a ścieżkę dźwiękową skomponowali Kevin Penkin, Alfredo Sirica i Natalie Jeffreys.
W Polsce dwa pierwsze sezony są dostępne za pośrednictwem platformy Canal+ online.

### Ścieżka dźwiękowa
| Nr             | Tytuł                                                            | Wykonawcy      | Źródło   |
| Czołówka       | Czołówka                                                         | Czołówka       | Czołówka |
| -------------- | ---------------------------------------------------------------- | -------------- | -------- |
| 1              | „RISE”                                                           | MADKID         | [ 107 ]  |
| 2              | „FAITH”                                                          | MADKID         | [ 108 ]  |
| 3              | „Bring Back”                                                     | MADKID         | [ 109 ]  |
| 4              | „Sin”                                                            | MADKID         | [ 110 ]  |
| 5              | „Resolution”                                                     | MADKID         | [ 111 ]  |
| Napisy końcowe |                                                                  |                |          |
| 1              | „Kimi no namae” (jap. きみの名前)                                | Chiai Fujikawa | [ 107 ]  |
| 2              | „Atashi ga tonari ni iru uchi ni” (jap. あたしが隣にいるうちに)  | Chiai Fujikawa | [ 108 ]  |
| 3              | „Yuzurenai” (jap. ゆずれない)                                    | Chiai Fujikawa | [ 109 ]  |
| 4              | „Suki ni natte wa ikenai riyū” (jap. 好きになってはいけない理由) | Chiai Fujikawa | [ 110 ]  |
| 5              | „Eien ni ikkai no” (jap. 永遠に一回の)                           | Chiai Fujikawa | [ 111 ]  |

## Gra komputerowa

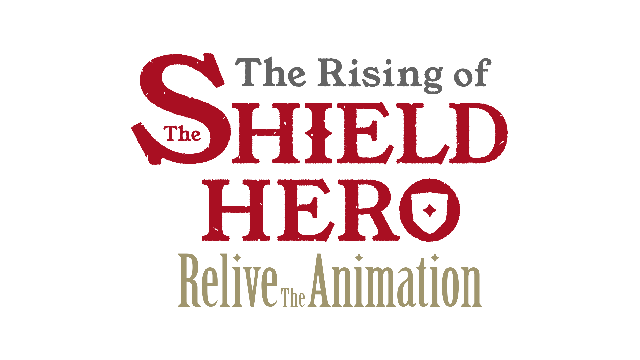
Logo The Rising of the Shield Hero: Relive The Animation

Gra mobilna, zatytułowana Tate no yūsha no nariagari Rerise (jap. 盾の勇者の成り上がり RERISE), została wydana 24 lutego 2021 na urządzenia z systemami iOS i Android. Gra będąca adaptacją anime, zatytułowana The Rising of the Shield Hero: Relive The Animation, została wydana 24 września 2019 na platformie Steam, natomiast na urządzeniach z systemami iOS i Android ukazała się 24 października.

## Odbiór

### Sprzedaż i wyróżnienia
W grudniu 2018 seria light novel liczyła ponad 3,3 mln egzemplarzy w obiegu, natomiast w styczniu 2019 sprzedaż mangi przekroczyła ponad 1 mln tankōbonów. Do kwietnia 2019 powieści i manga sprzedały się w Japonii w łącznym nakładzie 6,2 mln egzemplarzy, po tym jak ich sprzedaż wzrosła o 1,2 mln egzemplarzy w przeciągu dwóch miesięcy, głównie dzięki sukcesowi anime.

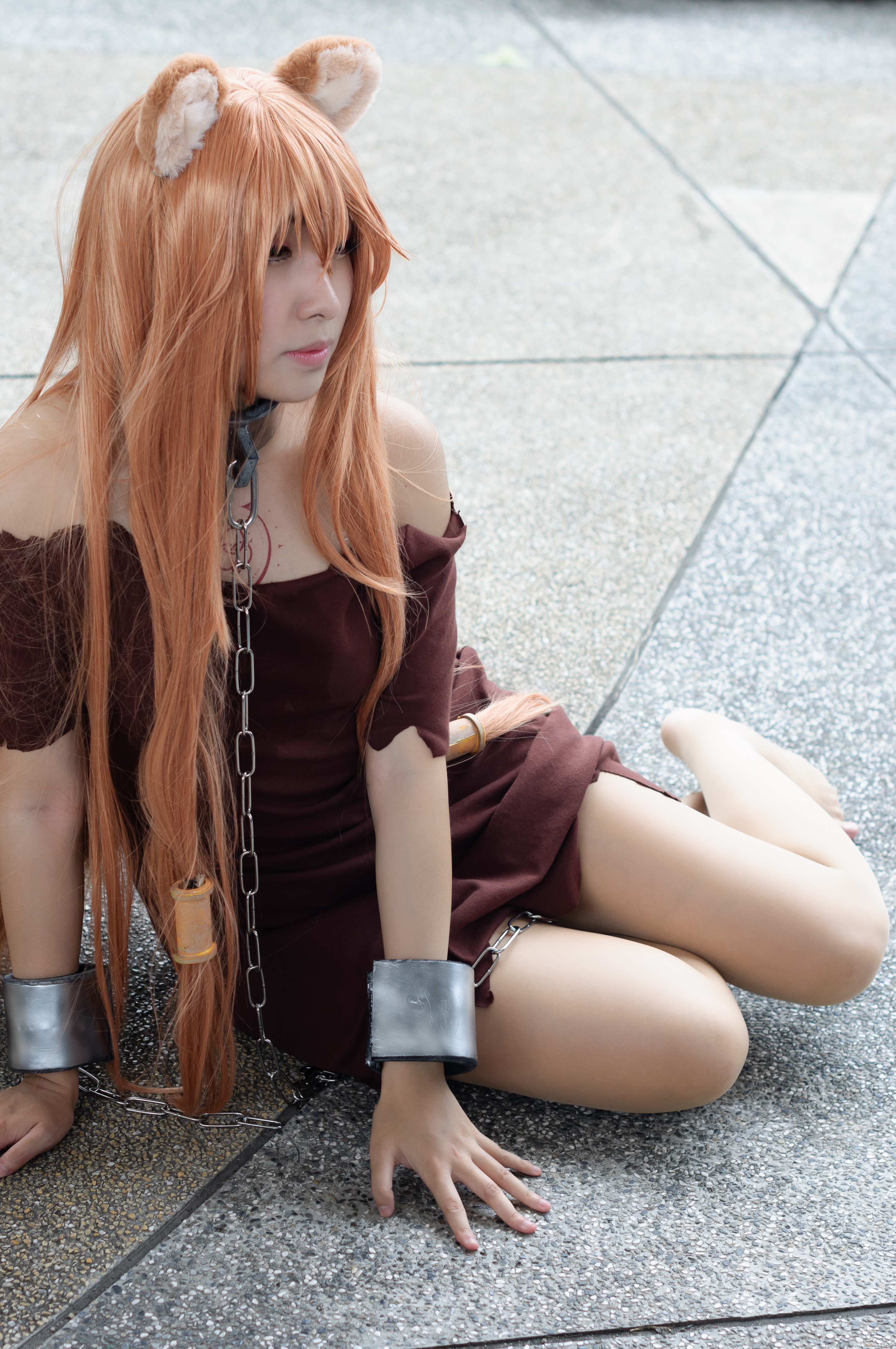
Cosplayerka Raphtalii

Postać Raphtalii została wybrana jako najlepsza dziewczyna podczas gali Crunchyroll Anime Awards 2020.

### Kontrowersje w Ameryce Północnej
Po rozpoczęciu emisji anime w Ameryce Północnej, pierwszy odcinek stał się przedmiotem kontrowersji. Kilku recenzentów z portalu Anime News Network skrytykowało serial za przedstawienie niewolnictwa, podnosząc kwestię przepraszania za niewolnictwo i przedstawienia fałszywego oskarżenia o gwałt, skutkując oskarżeniami ze fanów wobec zachodnich atakujących serial o bycie „głośną mniejszością”. Fani ci mieli nadzieję, że dubbing nie będzie próbował wprowadzać zmian, aby udobruchać swoich krytyków. Podczas gdy jeden z głównych japońskich członków obsady produkcyjnej stojącej za anime otwarcie odrzucił kontrowersje określając je jako „bzdury”, producent serialu Junichirō Tamura zapytany o zdanie, odpowiedział, że „nie było żadnych kontrowersji dotyczących serii w Japonii, więc trudno powiedzieć. W przypadku gdyby w kraju pojawiły się jakieś kontrowersje, postaramy się zająć wszystkimi sprawami z personelem i osobami zaangażowanymi, aby następnym razem zapewnić naszym klientom lepszy produkt”.

### Opinie
Recenzje kolejnych odcinków były generalnie pozytywne. Theron Martin z Anime News Network przyznał dwóm pierwszym odcinkom ocenę B-, stwierdzając, że „seria wygląda tak, jakby przeszła przez swoją początkową problematyczną górkę i powinna, miejmy nadzieję, przejść w bardziej przyjemny przebieg historii”. Trzeciemu odcinkowi dał ocenę B+, stwierdzając, że „seria zdaje się starać zbudować Naofumiego bardziej jako bohatera ludowego niż słynnych nachalnych bohaterów, których zwykliśmy oglądać w historiach fantasy” i że „odcinek trzeci jest najlepszym do tej pory argumentem przemawiającym za możliwym potencjałem serialu”.